# مجموعه تپه‌های سد وشمگیر
مجموعه تپه‌های سد وشمگیر در شهرستان آق قلا، بخش وشمگیر، روستای انقلاب واقع شده و این اثر در تاریخ ۲۵ اسفند ۱۳۸۰ با شمارهٔ ثبت ۵۴۲۷ به‌عنوان یکی از آثار ملی ایران به ثبت رسیده است.